# Studio !K7
La Studio !K7, anche conosciuta come !K7 Records, è un'etichetta discografica indipendente con sede a Berlino specializzata in musica elettronica. La !K7 Records oggi è conosciuta soprattutto per le compilation di DJ-Kicks.

## Storia
Il nome della Studio !K7 è un'abbreviazione dell'indirizzo iniziale, Kaiserdamm 7 dove era precedentemente collocata (oggi si trova in Heidestr. 52).
La Studio !K7 è stata fondata a Berlino nel 1985 con l'idea di produrre video clip digitali. Più tardi ha iniziato e pubblicare dei remix e a pubblicare le uscite della serie X-Mix.
Nel 1995 l'etichetta ha inaugurato la serie DJ-Kicks. Tra gli artisti coinvolti nel progetto si contano Kruder & Dorfmeister, Nightmares on Wax e Thievery Corporation.
Durante la seconda metà del decennio la Studio !K7 ha iniziato a lanciare album di numerosi artisti come Matthew Herbert, Dani Siciliano, Ursula Rucker, Swayzak e Boozoo Bajou.
Nei primi anni 2000 la Studio !K7 ha lanciato la sotto-etichetta Rapster Records, specializzata in musica hip-hop, urban e soul. Tra gli artisti da essa prodotti si contano DJ Jazzy Jeff,  Pete Rock e Roy Ayers. La Rapster ha anche stretto una collaborazione con Peter Adarkwah, proprietario della casa discografica BBE. Nello stesso periodo ha inaugurato la Ever Records, una piattaforma per musicisti indie come Cortney Tidwell, Cyann & Ben, e Howie Beck.
La Studio !K7 ha delle sedi a New York, Amburgo, Londra e Tokyo.

## DJ-Kicks
L'etichetta viene ricordata per la sua celebre serie di DJ mix DJ-Kicks. Le prime pubblicazioni della serie, avviata il settembre del 1995, sono dei mix di musica house destinati all'ascolto a casa e non nei club. Tuttavia si è deciso negli anni seguenti di ampliare i generi musicali proposti. Ogni anno la Studio !K71 pubblica delle compilation DJ-Kicks a cadenza variabile; il 2017 è l'anno in cui è uscito il maggior numero di mix, ovvero sei.
| Numero | Album                              | Artista                                                | Data di pubblicazione | Numero di catalogo |
| ------ | ---------------------------------- | ------------------------------------------------------ | --------------------- | ------------------ |
| 1      | DJ-Kicks: C.J. Bolland             | C. J. Bolland                                          | 4 settembre 1995      | !K7038             |
| 2      | DJ-Kicks: Carl Craig               | Carl Craig                                             | 25 marzo 1996         | !K7042             |
| 3      | DJ-Kicks: Claude Young             | Claude Young                                           | 3 giugno 1996         | !K7045             |
| 4      | DJ-Kicks: Kruder & Dorfmeister     | Kruder & Dorfmeister                                   | 19 agosto 1996        | !K7046             |
| 5      | DJ-Kicks: Stacey Pullen            | Stacey Pullen                                          | 19 ottobre 1996       | !K7049             |
| 6      | DJ-Kicks: Nicolette                | Nicolette                                              | 10 marzo 1997         | !K7054             |
| 7      | DJ-Kicks: The Black Album          | Rockers Hi-Fi                                          | 19 maggio 1997        | !K7056             |
| 8      | DJ-Kicks: DJ Cam                   | DJ Cam                                                 | 18 novembre 1997      | !K7060             |
| 9      | DJ-Kicks: Terranova                | Terranova                                              | 19 gennaio 1998       | !K7064             |
| 10     | DJ-Kicks: Smith & Mighty           | Smith & Mighty                                         | 9 marzo 1998          | !K7065             |
| 11     | DJ-Kicks: Andrea Parker            | Andrea Parker                                          | 3 agosto 1998         | !K7071             |
| 12     | DJ-Kicks: Kemistry & Storm         | Kemistry & Storm                                       | 25 gennaio 1999       | !K7074             |
| 13     | DJ-Kicks: Thievery Corporation     | Thievery Corporation                                   | 10 maggio 1999        | !K7076             |
| 14     | DJ-Kicks: Kid Loco                 | Kid Loco                                               | 18 ottobre 1999       | !K7081             |
| 15     | DJ-Kicks: Stereo MC's              | Stereo MC's                                            | 27 marzo 2000         | !K7082             |
| 16     | DJ-Kicks: Nightmares on Wax        | Nightmares on Wax                                      | 2 ottobre 2000        | !K7093             |
| 17     | DJ-Kicks: Trüby Trio               | Trüby Trio                                             | 27 agosto 2001        | !K7104             |
| 18     | DJ-Kicks: Vikter Duplaix           | Vikter Duplaix                                         | 28 gennaio 2002       | !K7115             |
| 19     | DJ-Kicks: Playgroup                | Playgroup                                              | 1 luglio 2002         | !K7127             |
| 20     | DJ-Kicks: Tiga                     | Tiga                                                   | 1 dicembre 2002       | !K7142             |
| 21     | DJ-Kicks: Chicken Lips             | Chicken Lips                                           | 3 novembre 2003       | !K7155             |
| 22     | DJ-Kicks: Erlend Øye               | Erlend Øye                                             | 19 aprile 2004        | !K7161             |
| 23     | DJ-Kicks : Daddy G                 | Daddy G                                                | 25 ottobre 2004       | !K7170             |
| 24     | DJ-Kicks: The Glimmers             | The Glimmers                                           | 11 aprile 2004        | !K7178             |
| 25     | DJ-Kicks: Annie                    | Annie                                                  | 17 ottobre 2005       | !K7190             |
| –      | DJ-Kicks: The Exclusives           | Raccolta di brani della serie pubblicati in precedenza | 27 febbraio 2006      | !K7200             |
| 26     | DJ-Kicks: Four Tet                 | Four Tet                                               | 27 giugno 2006        | !K7203             |
| 27     | DJ-Kicks: Henrik Schwarz           | Henrik Schwarz                                         | 16 ottobre 2006       | !K7207             |
| 28     | DJ-Kicks: Hot Chip                 | Hot Chip                                               | 21 maggio 2007        | !K7213             |
| 29     | DJ-Kicks: Booka Shade              | Booka Shade                                            | 22 ottobre 2007       | !K7222             |
| 30     | DJ-Kicks: Chromeo                  | Chromeo                                                | 28 settembre 2009     | !K7247             |
| 31     | DJ-Kicks: Juan Maclean             | The Juan MacLean                                       | 28 settembre 2009     | !K7255             |
| 32     | DJ-Kicks: James Holden             | James Holden                                           | 25 maggio 2010        | !K7261             |
| 33     | DJ-Kicks: Kode9                    | Kode9                                                  | 22 giugno 2010        | !K7262             |
| 34     | DJ-Kicks: Apparat                  | Apparat                                                | 25 ottobre 2010       | !K7270             |
| 35     | DJ-Kicks: Wolf + Lamb vs Soul Clap | Wolf + Lamb, Soul Clap                                 | 15 marzo 2011         | !K7283             |
| 36     | DJ-Kicks: Motor City Drum Ensemble | Motor City Drum Ensemble                               | 4 luglio 2011         | !K7285             |
| 37     | DJ-Kicks: Scuba                    | Scuba                                                  | 17 ottobre 2011       | !K7291             |
| 38     | DJ Kicks: Gold Panda               | Gold Panda                                             | 7 novembre 2011       | !K7292             |
| –      | DJ Kicks: The Exclusives Vol. II   | Raccolta di brani della serie pubblicati in precedenza | 5 marzo 2012          | !K7300             |
| 39     | DJ Kicks: Photek                   | Photek                                                 | 26 marzo 2012         | !K7293             |
| 40     | DJ Kicks: Maya Jane Coles          | Maya Jane Coles                                        | 16 aprile 2012        | !K7295             |
| 41     | DJ Kicks: Digitalism               | Digitalism                                             | 22 giugno 2012        | !K7295             |
| 42     | DJ Kicks: Hercules and Love Affair | Hercules and Love Affair                               | 26 ottobre 2012       | !K7301             |
| 43     | DJ Kicks: Maceo Plex               | Maceo Plex                                             | 29 aprile 2013        | !K7306             |
| 44     | DJ Kicks: John Talabot             | John Talabot                                           | 8 novembre 2013       | !K7312             |
| 45     | DJ Kicks: Breach                   | Ben Westbeech                                          | 15 novembre 2013      | !K7314             |
| 46     | DJ Kicks: Brandt Brauer Frick      | Brandt Brauer Frick                                    | 21 febbraio 2014      | !K7311             |
| 47     | DJ Kicks: Will Saul                | Will Saul                                              | 26 giugno 2014        | !K7316             |
| 48     | DJ Kicks: Nina Kraviz              | Nina Kraviz                                            | 23 gennaio 2015       | !K7315             |
| 49     | DJ Kicks: Actress                  | Actress                                                | 1 maggio 2015         | !K7319             |
| 50     | DJ-Kicks: DJ Koze                  | DJ Koze                                                | 15 giugno 2015        | !K7325             |
| 51     | DJ-Kicks: Seth Troxler             | Seth Troxler                                           | 16 ottobre 2015       | !K7324             |
| 52     | DJ-Kicks: Moodymann                | Moodymann                                              | 19 febbraio 2016      | !K7327             |
| 53     | DJ-Kicks: Dâm-Funk                 | Dâm-Funk                                               | 27 maggio 2016        | !K7332             |
| 54     | DJ-Kicks: Jackmaster               | Jackmaster                                             | 8 luglio 2016         | !K7335             |
| 55     | DJ-Kicks: Marcel Dettmann          | Marcel Dettmann                                        | 14 ottobre 2016       | !K7340             |
| 56     | DJ-Kicks: Daniel Avery             | Daniel Avery                                           | 11 novembre 2016      | !K7342             |
| 57     | DJ-Kicks: Matthew Dear             | Matthew Dear                                           | 27 gennaio 2017       | !K7346             |
| 58     | DJ-Kicks: Michael Mayer            | Michael Mayer                                          | 16 maggio 2017        | !K7348             |
| –      | DJ-Kicks: The Exclusives Vol. III  | Raccolta di brani della serie pubblicati in precedenza | 2 giugno 2017         | !K7357             |
| 59     | DJ-Kicks: DJ Tennis                | DJ Tennis                                              | 14 luglio 2017        | !K7338             |
| 60     | DJ-Kicks: Lone                     | Lone                                                   | 29 settembre 2017     | !K7353             |
| 61     | DJ-Kicks: Kerri Chandler           | Kerri Chandler                                         | 20 ottobre 2017       | !K7358             |
| 62     | DJ-Kicks: Deetron                  | Deetron                                                | 9 marzo 2018          | !K7359             |
| 63     | DJ-Kicks: Forest Swords            | Forest Swords                                          | 18 maggio 2018        | !K7365             |
| 64     | DJ-Kicks: DJ Seinfeld              | DJ Seinfeld                                            | 13 luglio 2018        | !K7370             |
| 65     | DJ-Kicks: Mount Kimbie             | Mount Kimbie                                           | 28 settembre 2018     | !K7364             |
| 66     | DJ-Kicks: Rober Hood               | Robert Hood                                            | 16 novembre 2018      | !K7376             |
| 67     | DJ-Kicks: Leon Vynehall            | Leon Vynehall                                          | 1 febbraio 2019       | !K7377             |
| 68     | DJ-Kicks: Laurel Halo              | Laurel Halo                                            | 27 marzo 2019         | !K7375             |
| 69     | DJ-Kicks: Peggy Gou                | Peggy Gou                                              | 28 giugno 2019        | !K7382             |
| 70     | DJ-Kicks: Kamaal Williams          | Kamaal Williams                                        | 8 novembre 2019       | !K7388             |
| 71     | DJ-Kicks: Avalon Emerson           | Avalon Emerson                                         | 18 settembre 2020     | !K7395             |
| 72     | DJ-Kicks: Special Request          | Special Request                                        | 19 marzo 2021         | !K7394             |
| 73     | DJ-Kicks: Jayda G                  | Jayda G                                                | 14 maggio 2021        | !K7402             |
| 74     | DJ-Kicks: Disclosure               | Disclosure                                             | 15 ottobre 2021       | !K7398D            |
| 75     | DJ-Kicks: Jessy Lanza              | Jessy Lanza                                            | 19 novembre 2021      | !K7407D            |
| 76     | DJ-Kicks: Cinthie                  | Cinthie                                                | 1 aprile 2022         | !K7412DX           |
| 77     | DJ-Kicks: Detroit Forward          | Theo Parrish                                           | 28 ottobre 2022       | !K7414D            |
| 78     | DJ-Kicks: Elkka                    | Elkka                                                  | 26 aprile 2023        | !K7424D            |